# Conferenza ONU sui cambiamenti climatici 2003
La Conferenza delle Parti delle Nazioni Unite sui Cambiamenti Climatici 2003 si è svolta a Milano in Italia tra il 1º dicembre e il 12 dicembre 2003. 
La conferenza comprendeva la nona Conferenza delle Parti (COP9) alla Convenzione quadro delle Nazioni Unite sui cambiamenti climatici (UNFCCC). Le parti hanno concordato di utilizzare il Fondo di adattamento stabilito al COP7 nel 2001, soprattutto per sostenere i paesi in via di sviluppo per meglio adattarsi ai cambiamenti climatici. Il fondo sarebbe utilizzato anche per la costruzione di capacità attraverso il trasferimento di tecnologia. Alla conferenza, le parti hanno inoltre convenuto di rivedere le prime relazioni nazionali presentate dai 110 paesi non compresi nell'allegato.